# 安家バイパス
安家バイパス（あっかバイパス）は、岩手県道7号久慈岩泉線のバイパス道路である。

## 概要
岩泉町安家字元村地区における幅員狭小・急勾配・急カーブ区間を解消するため2004年（平成16年）1月15日に開通。途中トンネル2箇所（安家清流トンネル・安家あおぞらトンネル）、橋梁1箇所（安家ほたる橋）を有する。
当線は国道45号の迂回路として交通量の増加が著しいことから、当バイパス以外にも各所で改良工事が進められている。なお岩手県道202号普代小屋瀬線とは立体交差しており、接続するには従来の旧道を利用することになる。

### 路線データ
- 起点：下閉伊郡岩泉町安家字辺城子沢（安家清流トンネル北口）
- 終点：下閉伊郡岩泉町安家字尻高（安家ほたる橋南口）